# مهندسی کانسی

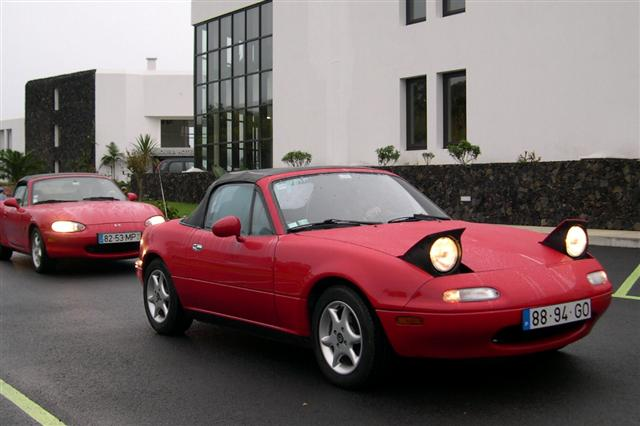
طراحی محصولات

مهندسی کانسِی (ژاپنی: 感性 工 学kansei kougaku، مهندسی عاطفی یا مؤثر) با هدف توسعه یا بهبود محصولات و خدمات از طریق ترجمه احساسات و نیازهای روانشناختی مشتری در حوزه طراحی محصول عمل می‌کند. مهندسی کانسی توسط میتسوو ناگاماچی، استاد برجسته دانشگاه هیروشیما (همچنین رئیس سابق دانشگاه بین‌المللی هیروشیما و مدیرعامل مؤسسه بین‌المللی طراحی کانسی) راه‌اندازی شده‌است. مهندسی کانسی به صورت پارامتری پاسخ‌های عاطفی مشتری (یعنی جسمی و روانی) را با خصوصیات و ویژگی‌های یک محصول یا سرویس پیوند می‌دهد. در نتیجه، می‌توان محصولات را به گونه‌ای طراحی کرد تا احساس مورد نظر را به وجود آورند.

## مقدمه
طراحی محصولات در بازارهای امروزی پیچیده‌تر شده‌است زیرا محصولات دارای عملکردهای بیشتری هستند و باید تقاضاهای فزاینده‌ای نظیر کاربرپسندی، قابلیت تولید و ملاحظات زیست‌محیطی را برآورده کنند. با کاهش چرخه حیات محصول، هزینه‌های توسعه احتمالاً افزایش می‌یابد. از آنجا که خطاها در برآورد روند بازار می‌تواند بسیار هزینه بر باشند، بنابراین شرکت‌ها مطالعات الگوبرداری را انجام می‌دهند که با رقبا در سطوح استراتژیک، فرایند، بازاریابی و محصول مقایسه شوند. با این حال، موفقیت در یک بخش خاص بازار نه تنها نیاز به دانش دربارهٔ رقبا و عملکرد محصولات رقیب، بلکه در مورد تأثیراتی که یک محصول بر روی مشتری می‌گذارد نیز نیازمند است. شرط دوم مهم‌تر است زیرا محصولات و شرکت‌ها پیوسته گسترش می‌یابند. مشتریان براساس عبارات ذهنی مانند تصویر برند، شهرت، طراحی، برداشت و غیره محصولات را می‌خرند. تعداد زیادی از تولیدکنندگان شروع به بررسی چنین ویژگی‌های ذهنی و توسعه محصولات خود به روشی که تصویر شرکت را منتقل می‌کنند، کرده‌اند؛ بنابراین یک ابزار قابل‌اعتماد نیاز است: ابزاری که می‌تواند پذیرش یک محصول در بازار را قبل از اینکه هزینه‌های توسعه بسیار بزرگ شود، پیش‌بینی کند.
این تقاضا باعث شده‌است تا تحقیقات مربوط به ترجمه نیازهای ذهنی و پنهان مشتری به محصولات بتواند انجام شود. تحقیقات عمدتاً در قاره آسیا از جمله ژاپن و کره انجام شده یا در حال انجام است. در اروپا، شبکه‌ای تحت چارچوب ششم اتحادیه اروپا ایجاد شده‌است. این شبکه از زمینه تحقیق جدید به عنوان «طراحی عاطفی» یا «مهندسی عاطفی» یاد می‌کند.

## تاریخچه
امروزه مردم می‌خواهند از محصولاتی استفاده کنند که در سطح مادی کاربردی باشند، در سطح روانشناختی قابل استفاده و در سطح ذهنی و عاطفی جذاب باشند. مهندسی عاطفی مطالعه تعامل بین مشتری و محصول در سطح سوم است. این برنامه به روابط بین خصوصیات جسمی یک محصول و تأثیر عاطفی آن بر کاربر متمرکز است. به لطف مهندسی کانسی از این زمینه تحقیق، می‌توان شناختی در مورد چگونگی طراحی محصولات جذاب تر و افزایش رضایت مشتری را به دست آورد.

## روش
همان‌طور که در بالا ذکر شد، مهندسی کانسی می‌تواند به عنوان روشی در حوزه تحقیقاتی مهندسی عاطفی در نظر گرفته شود. برخی از محققان محتوای این روش را شناسایی کرده‌اند. شیمیزو و همکارانش اظهار می‌کنند که «مهندسی کانسی به عنوان ابزاری برای توسعه محصول مورد استفاده قرار می‌گیرد و اصول اساسی در پشت آن عبارتند از: شناسایی ویژگی‌های محصول و همبستگی بین این ویژگی‌ها و ویژگی‌های طراحی».
به گفته ناگازاوا، یکی از پیشگامان مهندسی کانسی، سه نقطه کانونی در این روش وجود دارد:
1. نحوه درک دقیق مصرف‌کننده کانسی
2. چگونه درک و تفسیر کانسی را به طراحی محصول تعبیر و تفسیر کنیم؟
3. چگونه یک سیستم و سازمان را برای طراحی بر اساس کانسی ایجاد کنیم؟

## ابزارهای نرم‌افزاری
مهندسی کانسی همواره یک روش پیشرفته به لحاظ ریاضیات بوده‌است. بسیاری از انواع آن به دانش تخصصی خوب و مقدار معقولی از تجربه برای انجام مطالعات نیاز دارند. این مسئله همچنین مانع بزرگی برای کاربرد گسترده مهندسی کانسی بوده‌است. به منظور تسهیل کار برخی از بسته‌های نرم‌افزاری در سال‌های اخیر توسعه داده شده‌است که اغلب آن‌ها در ژاپن تولید شده‌اند. دو نوع مختلف از بسته‌های نرم‌افزاری وجود دارد:
- کاربر محور و جمع‌آوری داده‌ها
- ابزارهای تجزیه و تحلیل

کنسول کاربران برنامه‌های نرم‌افزاری هستند که طراحی محصول براساس اولویت‌های ذهنی کاربران کانسی را محاسبه و ارائه می‌کنند. با این حال، این نرم‌افزار نیاز به یک پایگاه داده دارد که ارتباطات بین کانسی و ترکیب ویژگی‌های محصول را مورد بررسی قرار می‌دهد. برای ساخت چنین پایگاه‌های داده‌ای، ابزارهای جمع‌آوری داده‌ها و تجزیه و تحلیل داده‌ها را می‌توان مورد استفاده قرار داد. ابزارهای بیشتری مورد استفاده در شرکت‌ها و دانشگاه‌ها وجود دارد که ممکن است برای عموم در دسترس نباشد.